# 岩泉町

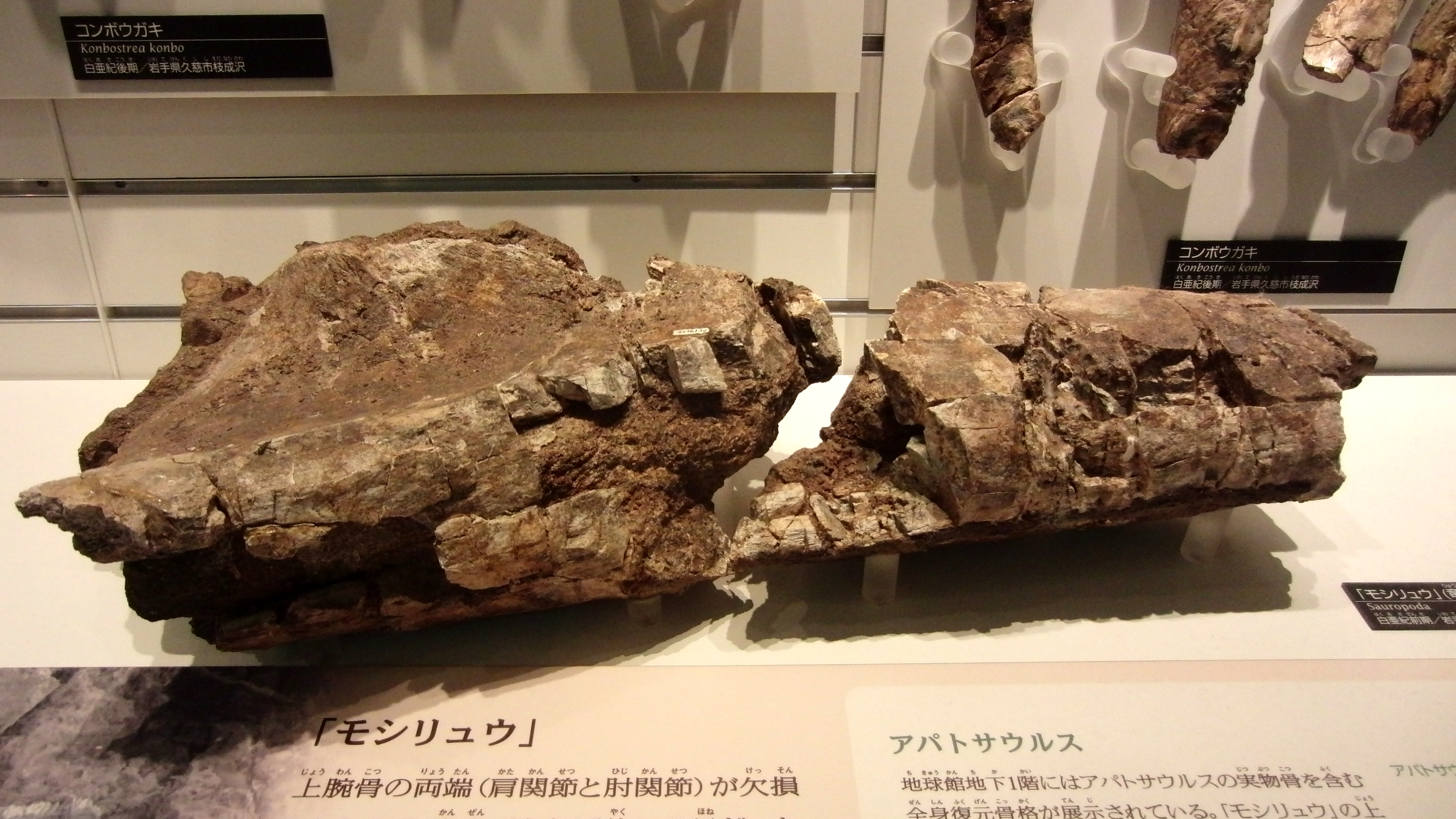
モシリュウの化石（国立科学博物館）

岩泉町（いわいずみちょう）は、岩手県の中央部から東部に位置する下閉伊郡の町。本州で最も面積の広い町である。
「水の郷百選」の選定を受けており、日本三大鍾乳洞に数えられる龍泉洞があることでも知られる。龍泉洞の水はミネラルウォーターとして販売されている。また、町内における中心地区の水道水は龍泉洞の水であり、大川や釜津田の集落では近くの湧水が利用されている。岩泉町は、町営のバスに「森と水のシンフォニー」と謳われるとおり、各地で水が湧いており、水に恵まれた町である。
1978年、町内の茂師（もし）で日本で初めてとなる恐竜化石「モシリュウ」が発見された。
鉄山が存在したため、かつては鉄鉱産業が盛んだった。岩泉駅近くの駅の寺に、ここで採れた鉄を使った灯篭があり、町文化財に指定されている。
小惑星(4712) Iwaizumiは岩泉町に因んで命名された。

## 地理

### 位置
北上高地の東部に位置する。町の大半は山とそれに囲まれた盆地、谷である。東部の小本（おもと）地区は太平洋に面しており、三陸地方の一部である。岩泉町は北上山地が、大きく横たわる地帯であるため、山や地下にある龍泉洞などに関連した寺社も多い。
沿岸部や小本川沿いの一部を除いてまとまった平地が少なく、東京特別区の面積627.57km2を遥かに上回る992.36km2の町域面積に対し、可住地面積は74.29km2で、僅か7.4％に過ぎない。この為、山あい谷あいの河川沿いに集落が点在している。

### 自然
- 山岳：宇霊羅山（「龍泉洞」はここの地下にある）、堺ノ神岳、安家森、早坂高原など。
- 河川：小本川、清水川、安家川、大川（「大川七滝」は渓流釣りや紅葉で有名）、摂待川など。
- 沿岸地形：茂師海岸など。

### 隣接する自治体
- 盛岡市：西部で隣接。
- 宮古市：南部で幅広く隣接。
- 久慈市：北部で隣接。
- 下閉伊郡
  - 田野畑村：東部で隣接
  - 普代村：北東部で隣接
- 九戸郡
  - 野田村：北東部で一部が隣接。
- 岩手郡
  - 葛巻町：北西部で一部が隣接。

## 気候
寒暖の差が大きく気温の年較差、日較差が大きい顕著な大陸性気候である。降雪量が多く、周辺の自治体と同様に豪雪地帯に指定されている。
| 岩泉（1991年 - 2020年）の気候      | 岩泉（1991年 - 2020年）の気候 | 岩泉（1991年 - 2020年）の気候 | 岩泉（1991年 - 2020年）の気候 | 岩泉（1991年 - 2020年）の気候 | 岩泉（1991年 - 2020年）の気候 | 岩泉（1991年 - 2020年）の気候 | 岩泉（1991年 - 2020年）の気候 | 岩泉（1991年 - 2020年）の気候 | 岩泉（1991年 - 2020年）の気候 | 岩泉（1991年 - 2020年）の気候 | 岩泉（1991年 - 2020年）の気候 | 岩泉（1991年 - 2020年）の気候 | 岩泉（1991年 - 2020年）の気候 |
| 月                                 | 1月                           | 2月                           | 3月                           | 4月                           | 5月                           | 6月                           | 7月                           | 8月                           | 9月                           | 10月                          | 11月                          | 12月                          | 年                            |
| ---------------------------------- | ----------------------------- | ----------------------------- | ----------------------------- | ----------------------------- | ----------------------------- | ----------------------------- | ----------------------------- | ----------------------------- | ----------------------------- | ----------------------------- | ----------------------------- | ----------------------------- | ----------------------------- |
| 最高気温記録 °C （°F）             | 15.8 (60.4)                   | 20.5 (68.9)                   | 24.5 (76.1)                   | 31.9 (89.4)                   | 34.8 (94.6)                   | 36.3 (97.3)                   | 37.0 (98.6)                   | 38.5 (101.3)                  | 35.5 (95.9)                   | 29.3 (84.7)                   | 25.8 (78.4)                   | 22.0 (71.6)                   | 38.5 (101.3)                  |
| 平均最高気温 °C （°F）             | 3.6 (38.5)                    | 4.5 (40.1)                    | 8.8 (47.8)                    | 15.6 (60.1)                   | 20.8 (69.4)                   | 23.3 (73.9)                   | 26.5 (79.7)                   | 27.7 (81.9)                   | 24.0 (75.2)                   | 18.6 (65.5)                   | 12.8 (55)                     | 6.2 (43.2)                    | 16.0 (60.8)                   |
| 日平均気温 °C （°F）               | −1.0 (30.2)                   | −0.5 (31.1)                   | 3.0 (37.4)                    | 8.9 (48)                      | 14.1 (57.4)                   | 17.5 (63.5)                   | 21.2 (70.2)                   | 22.3 (72.1)                   | 18.4 (65.1)                   | 12.2 (54)                     | 6.4 (43.5)                    | 1.3 (34.3)                    | 10.3 (50.5)                   |
| 平均最低気温 °C （°F）             | −5.0 (23)                     | −5.0 (23)                     | −2.0 (28.4)                   | 2.7 (36.9)                    | 8.1 (46.6)                    | 12.5 (54.5)                   | 17.2 (63)                     | 18.2 (64.8)                   | 14.1 (57.4)                   | 7.1 (44.8)                    | 1.2 (34.2)                    | −2.8 (27)                     | 5.5 (41.9)                    |
| 最低気温記録 °C （°F）             | −16.0 (3.2)                   | −17.1 (1.2)                   | −13.1 (8.4)                   | −6.3 (20.7)                   | −2.1 (28.2)                   | 1.2 (34.2)                    | 6.8 (44.2)                    | 7.5 (45.5)                    | 4.3 (39.7)                    | −3.0 (26.6)                   | −7.2 (19)                     | −14.2 (6.4)                   | −17.1 (1.2)                   |
| 降水量 mm （inch）                 | 51.5 (2.028)                  | 40.8 (1.606)                  | 63.7 (2.508)                  | 70.0 (2.756)                  | 82.4 (3.244)                  | 104.6 (4.118)                 | 151.3 (5.957)                 | 165.0 (6.496)                 | 181.0 (7.126)                 | 129.2 (5.087)                 | 52.6 (2.071)                  | 58.1 (2.287)                  | 1,151.3 (45.327)              |
| 降雪量 cm （inch）                 | 77 (30.3)                     | 77 (30.3)                     | 45 (17.7)                     | 4 (1.6)                       | 0 (0)                         | 0 (0)                         | 0 (0)                         | 0 (0)                         | 0 (0)                         | 0 (0)                         | 2 (0.8)                       | 33 (13)                       | 243 (95.7)                    |
| 平均降水日数 （≥1.0 mm）           | 4.9                           | 5.6                           | 8.0                           | 8.5                           | 9.2                           | 9.6                           | 12.2                          | 11.6                          | 11.7                          | 8.5                           | 6.9                           | 6.0                           | 103.0                         |
| 平均月間日照時間                   | 134.8                         | 138.7                         | 174.6                         | 186.7                         | 190.7                         | 161.6                         | 132.7                         | 146.1                         | 131.8                         | 143.7                         | 133.6                         | 124.4                         | 1,807.2                       |
| 出典1：Japan Meteorological Agency |                               |                               |                               |                               |                               |                               |                               |                               |                               |                               |                               |                               |                               |
| 出典2：気象庁                      |                               |                               |                               |                               |                               |                               |                               |                               |                               |                               |                               |                               |                               |

| 小本（1991年 - 2020年）の気候      | 小本（1991年 - 2020年）の気候 | 小本（1991年 - 2020年）の気候 | 小本（1991年 - 2020年）の気候 | 小本（1991年 - 2020年）の気候 | 小本（1991年 - 2020年）の気候 | 小本（1991年 - 2020年）の気候 | 小本（1991年 - 2020年）の気候 | 小本（1991年 - 2020年）の気候 | 小本（1991年 - 2020年）の気候 | 小本（1991年 - 2020年）の気候 | 小本（1991年 - 2020年）の気候 | 小本（1991年 - 2020年）の気候 | 小本（1991年 - 2020年）の気候 |
| 月                                 | 1月                           | 2月                           | 3月                           | 4月                           | 5月                           | 6月                           | 7月                           | 8月                           | 9月                           | 10月                          | 11月                          | 12月                          | 年                            |
| ---------------------------------- | ----------------------------- | ----------------------------- | ----------------------------- | ----------------------------- | ----------------------------- | ----------------------------- | ----------------------------- | ----------------------------- | ----------------------------- | ----------------------------- | ----------------------------- | ----------------------------- | ----------------------------- |
| 最高気温記録 °C （°F）             | 15.5 (59.9)                   | 21.3 (70.3)                   | 24.2 (75.6)                   | 32.8 (91)                     | 33.2 (91.8)                   | 34.5 (94.1)                   | 36.9 (98.4)                   | 36.1 (97)                     | 35.8 (96.4)                   | 29.0 (84.2)                   | 26.8 (80.2)                   | 20.3 (68.5)                   | 36.9 (98.4)                   |
| 平均最高気温 °C （°F）             | 4.7 (40.5)                    | 5.0 (41)                      | 8.5 (47.3)                    | 14.0 (57.2)                   | 18.1 (64.6)                   | 20.4 (68.7)                   | 24.1 (75.4)                   | 26.0 (78.8)                   | 23.4 (74.1)                   | 18.7 (65.7)                   | 13.3 (55.9)                   | 7.4 (45.3)                    | 15.3 (59.5)                   |
| 日平均気温 °C （°F）               | −0.2 (31.6)                   | 0.0 (32)                      | 3.2 (37.8)                    | 8.3 (46.9)                    | 12.9 (55.2)                   | 16.2 (61.2)                   | 20.1 (68.2)                   | 21.9 (71.4)                   | 18.9 (66)                     | 13.2 (55.8)                   | 7.3 (45.1)                    | 2.1 (35.8)                    | 10.3 (50.5)                   |
| 平均最低気温 °C （°F）             | −4.7 (23.5)                   | −4.8 (23.4)                   | −1.9 (28.6)                   | 2.8 (37)                      | 8.2 (46.8)                    | 12.7 (54.9)                   | 17.1 (62.8)                   | 18.8 (65.8)                   | 15.2 (59.4)                   | 8.6 (47.5)                    | 2.0 (35.6)                    | −2.4 (27.7)                   | 6.0 (42.8)                    |
| 最低気温記録 °C （°F）             | −13.5 (7.7)                   | −17.1 (1.2)                   | −13.5 (7.7)                   | −5.6 (21.9)                   | −1.6 (29.1)                   | 3.5 (38.3)                    | 8.1 (46.6)                    | 9.8 (49.6)                    | 4.5 (40.1)                    | −2.8 (27)                     | −6.1 (21)                     | −13.8 (7.2)                   | −17.1 (1.2)                   |
| 降水量 mm （inch）                 | 61.7 (2.429)                  | 56.3 (2.217)                  | 87.0 (3.425)                  | 90.9 (3.579)                  | 104.7 (4.122)                 | 144.2 (5.677)                 | 171.4 (6.748)                 | 204.0 (8.031)                 | 227.5 (8.957)                 | 167.3 (6.587)                 | 68.6 (2.701)                  | 61.2 (2.409)                  | 1,450 (57.087)                |
| 平均降水日数 （≥1.0 mm）           | 4.8                           | 5.3                           | 7.3                           | 8.2                           | 9.4                           | 10.1                          | 12.6                          | 12.2                          | 11.3                          | 8.2                           | 5.6                           | 4.8                           | 100.6                         |
| 平均月間日照時間                   | 163.3                         | 162.6                         | 187.1                         | 197.8                         | 200.5                         | 168.3                         | 146.6                         | 158.6                         | 137.4                         | 153.9                         | 148.5                         | 147.5                         | 1,968.6                       |
| 出典1：Japan Meteorological Agency |                               |                               |                               |                               |                               |                               |                               |                               |                               |                               |                               |                               |                               |
| 出典2：気象庁                      |                               |                               |                               |                               |                               |                               |                               |                               |                               |                               |                               |                               |                               |

## 歴史

### 行政の沿革
- 1889年（明治22年）4月1日 - 町村制施行にともない、岩泉村・尼額村・乙茂村・猿沢村・二升石村の計5か村が合併して新制の北閉伊郡岩泉村が発足。安家村・有芸村と組合村を形成。
- 1897年（明治30年）4月1日 - 郡の統合により北閉伊郡・中閉伊郡・東閉伊郡が合併して下閉伊郡が発足[7]。下閉伊郡岩泉村となる。
- 1922年（大正11年）8月1日 - 町制施行し、岩泉町となる。これにともない町村組合の形態が岩泉町外二箇所組合となる。
- 1928年（昭和3年）10月31日 - 安家村・有芸村との組合を解消。
- 1956年（昭和31年）9月30日 - 安家村・有芸村・大川村・小本村と合併し、新制の岩泉町が発足。
- 1957年（昭和32年）4月1日 - 小川村を編入。

### 主な出来事
- 1938年（昭和13年）12月14日 - 龍泉洞の「岩泉湧窟及びコウモリ」が国の天然記念物に指定。
- 1947年（昭和22年）11月25日 - 国鉄小本線の押角駅 - 宇津野駅間開通。後に岩泉駅まで延伸して岩泉線となる。
- 1961年（昭和36年）5月28日 - 新里村から始まった大規模な山火事が町内へ延焼。乙茂、肘葛、口田茂宿、卒郡、中里、北山、池名、東春内の84棟が全焼するなどの被害[8]。
- 2010年（平成22年）7月31日 - JR岩泉線が土砂崩れ事故で脱線・運休（バス輸送への切替後、2014年4月1日付で正式に廃線）。
- 2011年（平成23年）3月11日 - 東日本大震災で、小本地区が大きな津波被害を受ける[9]。
- 2016年（平成28年）8月30日 - 台風10号が台風の統計開始以来、初めて東北太平洋側へ直接上陸。町内でも大雨となり小本川が氾濫し、町中心部の高齢者施設で9名の死者を出すなど甚大な被害を受けた[10]。

## 行政

### 歴代町長
| 代    | 氏名       | 就任日         | 退任日         | 備考               |
| ----- | ---------- | -------------- | -------------- | ------------------ |
| 1-4   | 工藤市助   | 1956年9月30日  | 1972年4月5日   | 就任時は職務執行者 |
| 5-6   | 山下軍治   | 1972年5月21日  | 1980年5月20日  |                    |
| 7-11  | 八重樫協二 | 1980年5月21日  | 1999年11月19日 | 病気のため辞職     |
| 12-16 | 伊達勝身   | 1999年12月26日 | 2017年12月8日  | 不祥事のため辞職   |
| 17-18 | 中居健一   | 2018年1月28日  | 現職           |                    |

## 姉妹都市・友好都市

### 日本国内
- 東京都昭島市
  - 2014年（平成26年）10月、友好都市提携

### 日本国外
- ウィスコンシン・デルズ市（アメリカ合衆国 ウィスコンシン州）
  - 1992年（平成4年）8月、姉妹都市提携

## 地域

### 人口
8,402人・4,226世帯（2022年7月31日時点）
| |                                        |  |
| 岩泉町と全国の年齢別人口分布（2005年） | 岩泉町の年齢・男女別人口分布（2005年） |  |
| ■紫色 ― 岩泉町 ■緑色 ― 日本全国 | ■青色 ― 男性 ■赤色 ― 女性              |  |
| 岩泉町（に相当する地域）の人口の推移 \| 1970年（昭和45年） \| 22,177人 \| \| \| 1975年（昭和50年） \| 20,219人 \| \| \| 1980年（昭和55年） \| 18,236人 \| \| \| 1985年（昭和60年） \| 16,959人 \| \| \| 1990年（平成2年） \| 15,164人 \| \| \| 1995年（平成7年） \| 13,879人 \| \| \| 2000年（平成12年） \| 12,845人 \| \| \| 2005年（平成17年） \| 11,914人 \| \| \| 2010年（平成22年） \| 10,804人 \| \| \| 2015年（平成27年） \| 9,841人 \| \| \| 2020年（令和2年） \| 8,726人 \| \| |                                        |  |
| 総務省統計局 国勢調査より |                                        |  |
| 1970年（昭和45年） | 22,177人                               |  |
| 1975年（昭和50年） | 20,219人                               |  |
| 1980年（昭和55年） | 18,236人                               |  |
| 1985年（昭和60年） | 16,959人                               |  |
| 1990年（平成2年） | 15,164人                               |  |
| 1995年（平成7年） | 13,879人                               |  |
| 2000年（平成12年） | 12,845人                               |  |
| 2005年（平成17年） | 11,914人                               |  |
| 2010年（平成22年） | 10,804人                               |  |
| 2015年（平成27年） | 9,841人                                |  |
| 2020年（令和2年） | 8,726人                                |  |

2015年国勢調査より前回調査からの人口増減をみると、8.91％減の9,841人であり、増減率は県下33市町村中23位。

## 経済

### 産業
農林漁業、畜産、酪農などの第一次産業が主産業であり、肉牛の日本短角種の産地として知られる。また特産品として、マツタケの全国有数の産地として知られており、東京や関西方面など各地に出荷されている。
ミネラルウォーターやヨーグルトなどの食品加工業も盛んであり、「岩泉ヨーグルト」「龍泉洞の水」「龍泉洞珈琲」などの製品が岩手県内で広く流通しているほか、ヨーグルトは県外・首都圏の一部スーパーでも販売されている。

#### 畜産・酪農
町内における畜産業は、1895年（明治28年）に当時の岩泉村でホルスタイン種の雄牛を導入したのが始まりとされる。1900年（明治33年）には県内唯一となる下閉伊郡産牛畜産組合が設立され、郡内20か所に市場が置かれた。その後大正時代にかけて小岩井農場などからホルスタイン種がさらに導入され、家畜改良や増殖が盛んになった。
1929年（昭和4年）、県内初の乳製品工場となる明治生乳(株)が設立。1943年（明治18年）には町立岩泉農業学校（現：県立岩泉高校）が開校し、後継者育成づくりが始まった。
1958年（昭和33年）には町営家畜人口授精所が開所、1976年（昭和51年）には町営大牛内育成牧場が開所した。
- 岩泉ホールディングス(株) 乳業事業部（旧・岩泉乳業）
- 中洞牧場
- さしはた牧場
- (有)龍泉洞黒豚ファーム

#### 農業
- (社)岩泉農業振興公社
- (株)岩泉きのこ産業
- (株)ミナカワ 大川ファーム

#### 漁業
- 小本浜漁協
  - 須久洞漁港
  - 小本漁港
  - 茂師漁港
- 小本川漁協

#### 食品・水加工
- 岩泉ホールディングス(株) 産業開発事業部
- (有)早野商店
- (有)竹下水産

#### 木工製品
- 岩泉純木家具

#### レジャー
- ふれあいランド岩泉（キャンプ場）
  - ブルートレイン「日本海」「あけぼの」で使用されていた国鉄24系客車3両が敷地内に保存されており、列車ホテルとして有料で宿泊可能。
- 岩泉球場

#### 町内金融機関
- 岩手銀行岩泉支店（町指定金融機関）
- 北日本銀行岩泉支店（町指定代理金融機関）
- 新岩手農業協同組合（JA新いわて）岩泉支所（町収納代理金融機関）
- 岩手県信用漁業協同組合連合会小本田野畑支店（町収納代理金融機関）

## 公的機関・施設
- 岩泉町役場
- 岩泉警察署
- 宮古地区広域行政組合消防本部・岩泉消防署

岩泉警察署

- 岩手県 沿岸広域振興局 土木部 岩泉土木センター
- 岩手県 沿岸広域振興局 宮古農林振興センター 林務室 岩泉林務出張所
- 三陸北部森林管理署 岩泉森林事務所
- 岩泉町民会館
- 岩泉町立図書館

## 郵便

岩泉郵便局

郵便局
- 岩泉郵便局（集配局）
- 小本郵便局（集配局）
- 小川郵便局（集配局）
- 安家郵便局
- 岩手大川郵便局
- 袰綿郵便局

簡易郵便局
- 岩手浅内簡易郵便局
- 有芸簡易郵便局
- 釜津田簡易郵便局

## 教育
近年、小中学校は統廃合によって減少している。かつては60校以上（分校含む）を有し、当時全国の自治体の中では最多だった。

### 高等学校

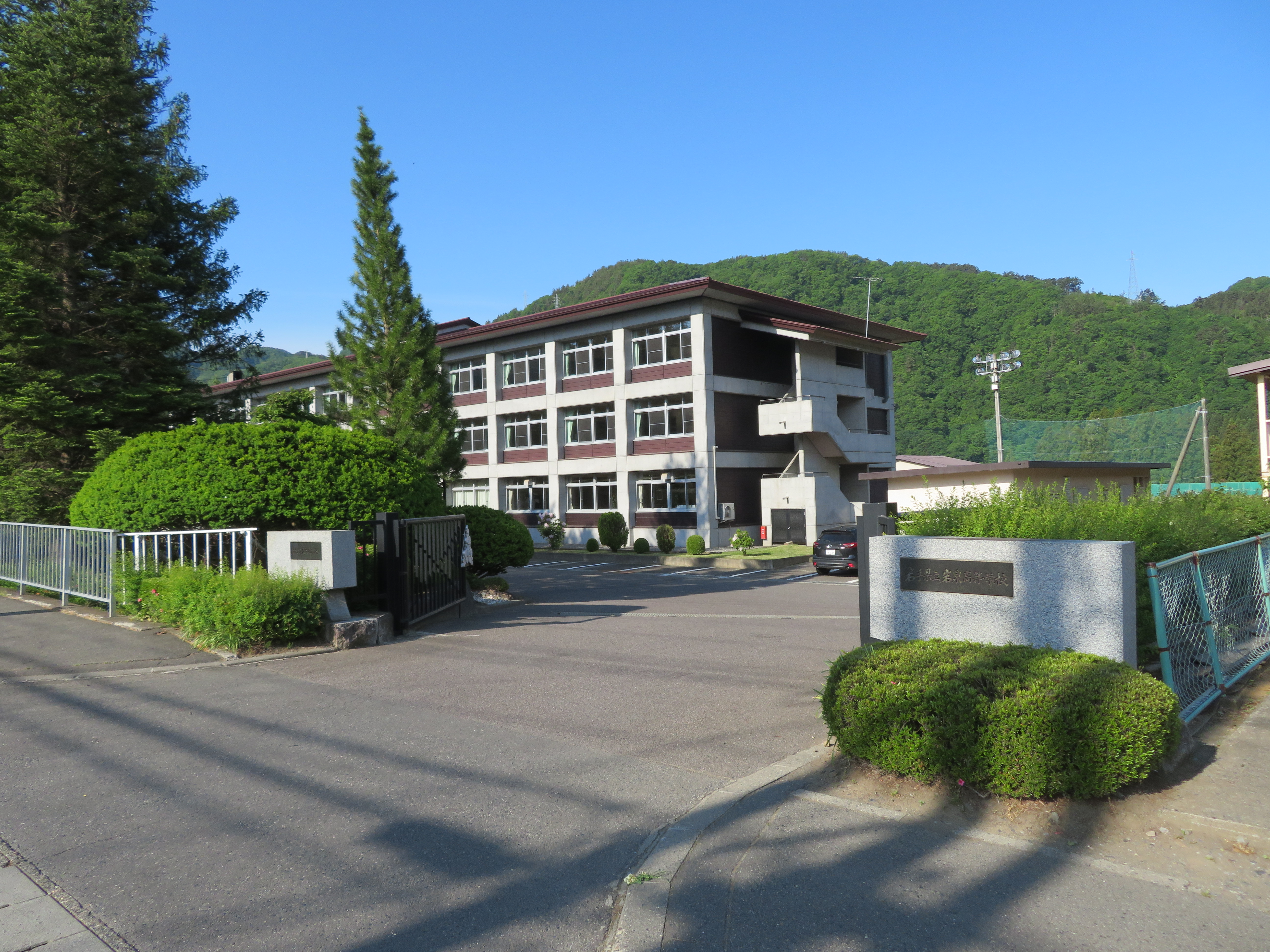
岩手県立岩泉高等学校

- 岩手県立岩泉高等学校

### 中学校

岩泉町立岩泉中学校

- 岩泉町立岩泉中学校
- 岩泉町立小川中学校
- 岩泉町立小本中学校

### 小学校
- 岩泉町立岩泉小学校
- 岩泉町立小川小学校
- 岩泉町立有芸小学校
- 岩泉町立小本小学校

### 未就学児施設
- いわいずみこども園
- こがわこども園
- おもとこども園
- 釜津田保育所（2021年度より休所中）[13]
- 有芸保育所（2022年度より休所中）[13]

## 医療
- 済生会岩泉病院
- 済生会岩泉病院付属有芸診療所
- 済生会安家診療所
- 済生会大川診療所
- 済生会小川診療所
- 済生会釜津田診療所
- 済生会小本診療所

## 交通

### 航空
- 花巻空港、三沢空港

共にかなり離れており、岩泉町との往来には、花巻空港は盛岡市、三沢市は青森県八戸市などを経由して車や鉄道で移動する必要がある。

### 鉄道路線

三陸鉄道リアス線・岩泉小本駅

- 三陸鉄道
  - リアス線：岩泉小本駅

盛岡駅とは宮古駅でリアス線とJR山田線を乗り継いで行き来できる。主に小本地区で利用されている。町内の他地区では、特に岩泉線の廃止後、JRバス東北早坂高原線を利用して盛岡を往来する住民や観光客が多い。また、宮古駅から106急行バス（岩手県北バス）というルートもある。
岩泉小本駅から北へ向かえば、久慈駅でJR八戸線に連絡できる。
岩泉町役場から盛岡駅までは東京駅～小田原駅間と同程度（約80km）、宮古駅までは東京～八王子駅間と同程度（約40km）離れている。

#### かつて存在した鉄道路線
- 東日本旅客鉄道（JR東日本）

岩泉駅に停車中の普通列車（1997年12月）

  - 岩泉線： （宇津野駅）岩手大川駅 - 浅内駅 - 二升石駅 - 岩泉駅（2014年4月1日廃止、括弧内はそれ以前に廃止）

### 道路

三陸北縦貫道・岩泉龍泉洞IC

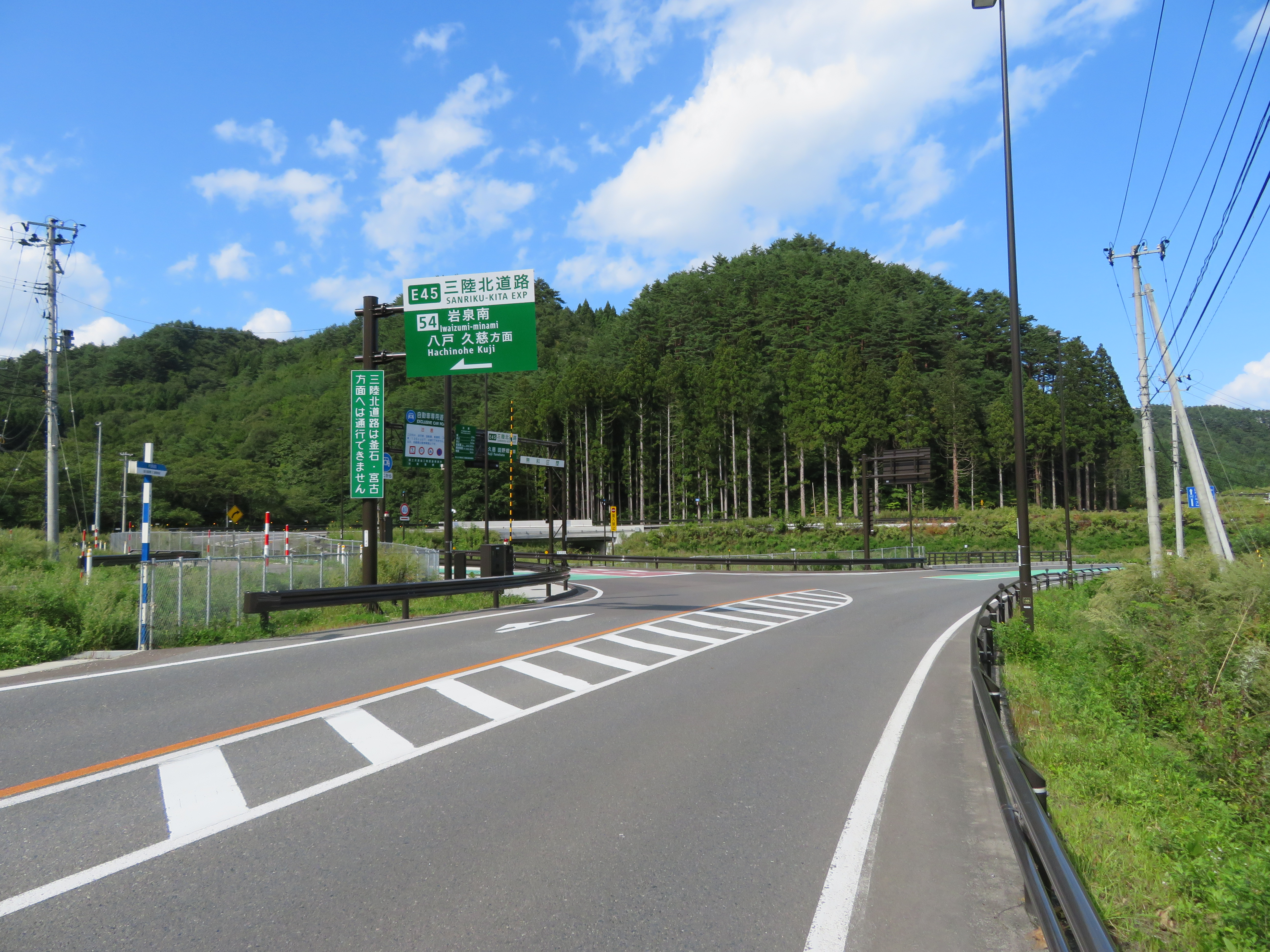
三陸北縦貫道・岩泉南IC

道の駅いわいずみ（国道455号）

道の駅三田貝分校（国道455号）

#### 高速道路

##### 地域高規格道路
- E45 三陸北縦貫道路
  - 田老岩泉道路
    - （宮古市）- (54) 岩泉南IC - (55) 岩泉龍泉洞IC

  - 岩泉道路
    - (55) 岩泉龍泉洞IC - （下閉伊郡田野畑村）

#### 一般国道
- 国道45号
- 国道340号
- 国道455号

#### 県道

##### 主要地方道
- 岩手県道7号久慈岩泉線
- 岩手県道40号宮古岩泉線
- 岩手県道44号岩泉平井賀普代線

##### 一般県道
- 岩手県道171号大川松草線
- 岩手県道173号田野畑岩泉線
- 岩手県道177号有芸田老線
- 岩手県道202号普代小屋瀬線
- 岩手県道221号岩泉停車場線
- 岩手県道273号安家玉川線
- 岩手県道291号小本港線

### 道の駅
- いわいずみ
- 三田貝分校

### バス
- JRバス東北
  - 早坂高原線
    - 龍泉洞 ⇔ 岩泉病院前　⇔ 二升石 ⇔ 岩手小川 ⇔ 盛岡駅
- 岩手県北バス
  - 小本線
    - 岩泉消防署前 ⇔ 岩泉病院前 ⇔ 小本駅 ⇔ 小本 ⇔ 田老 ⇔ 宮古駅
- 東日本交通
  - 岩泉茂市線（JR岩泉線の代替輸送）
    - 茂市駅 ⇔ 和井内 ⇔ サンパワーおおかわ ⇔ 浅内 ⇔ 二升石 ⇔ 町民会館・図書館前 ⇔ 岩泉病院
- 岩泉町民バス
  - 小本線（小本）　国境・上荒沢口線（小川）　大川・釜津田線（大川）　安家洞線（安家）　大坂本・松ヶ沢線（安家）　茂井・半城子線（安家）　有芸線（有芸）　沢中・夏節線（岩泉）　鼠入線（岩泉）
- 田野畑村営バス
  - 龍泉洞・沼袋・田野畑方面

### 港湾
- 小本港

## 岩泉町出身の有名人
- 円舘金 - 天文学愛好家（小惑星ハンター）。北海道美幌町在住。
- 金澤弘和 - 空手家
- 北畑光男 - 詩人
- 琴力泉旭人 - 大相撲力士
- 佐々木達彦 - アマチュアボクシングの名監督。三浦国宏を一から育てた。
- 佐藤俊介 - ゲームミュージック作曲家
- 高橋貞子 - 作家、民話収集家
- 武田俊彦 - 国家公務員[14]
- 鳴尾直軌 - 元プロサッカー選手、サッカー指導者。元グルージャ盛岡監督。
- 三浦リカ - 女優
- 三浦国宏 - 元アマチュアボクシング日本王者。ロサンゼルスオリンピック・ソウルオリンピック日本代表。
- みながわまさゆき - 漫画家
- 八重樫協二 - ピストン堀口門下生。元岩泉町長。

## 名所・旧跡・観光スポット・祭事・催事
- 龍泉洞（日本三大鍾乳洞、名水百選、洞窟潜水）
- 龍泉洞青少年旅行村
- 安家洞（日本最長の洞窟）
- 熊の鼻展望台
- 大川七滝
- 早坂高原
- 櫃取湿原
- 宇霊羅山

### ギャラリー
- 龍泉洞・地底湖
- 安家洞
- 熊の鼻展望台
- 水尻崎